# سیناریا
سیناریا (به ایتالیایی: Sinagra) یک کومونه در ایتالیا است که در استان مسینا واقع شده‌است.

## خصوصیات
سیناریا ۲۳٫۹ کیلومترمربع مساحت و ۲٬۹۰۰ نفر جمعیت دارد و ۲۶۰ متر بالاتر از سطح دریا واقع شده‌است.